# Saint-Élix-d'Astarac
Saint-Élix-d'Astarac is een gemeente in het Franse departement Gers (regio Occitanie) en telt 122 inwoners (1999). De plaats maakt deel uit van het arrondissement Auch.
Tot 22 december 2017 heette de gemeente gewoon Saint-Élix.

## Geografie
De oppervlakte van Saint-Élix-d'Astarac bedraagt 8,0 km², de bevolkingsdichtheid is 15,3 inwoners per km².

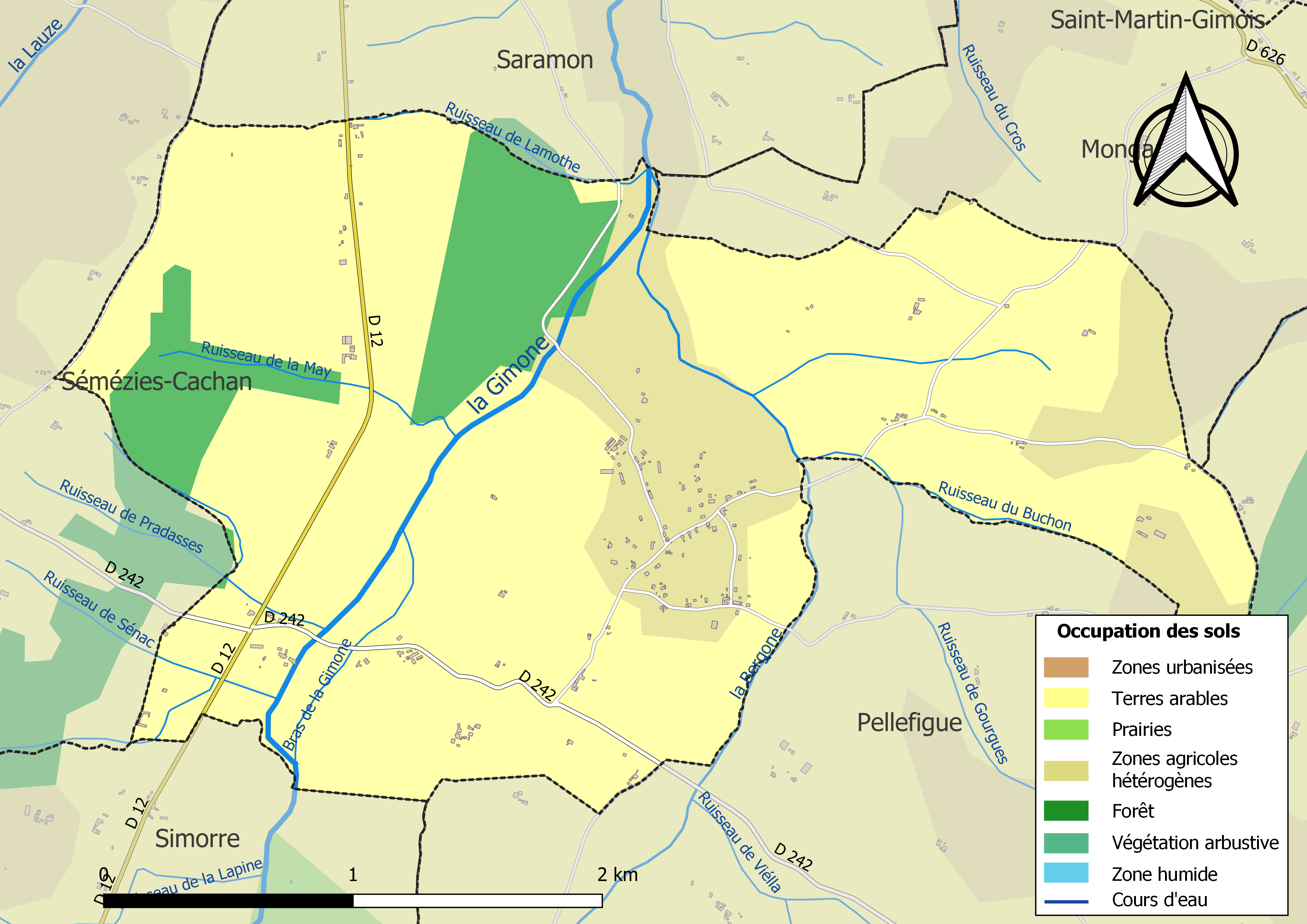
Kaart van de gemeente met belangrijkste infrastructuur, bodemgebruik en omliggende gemeenten

## Demografie
Onderstaande figuur toont het verloop van het inwonertal (bron: INSEE-tellingen).